# Pristomerus floridanus
Pristomerus floridanus là một loài tò vò trong họ Ichneumonidae.